# Heikki Savolainen (gymnast)

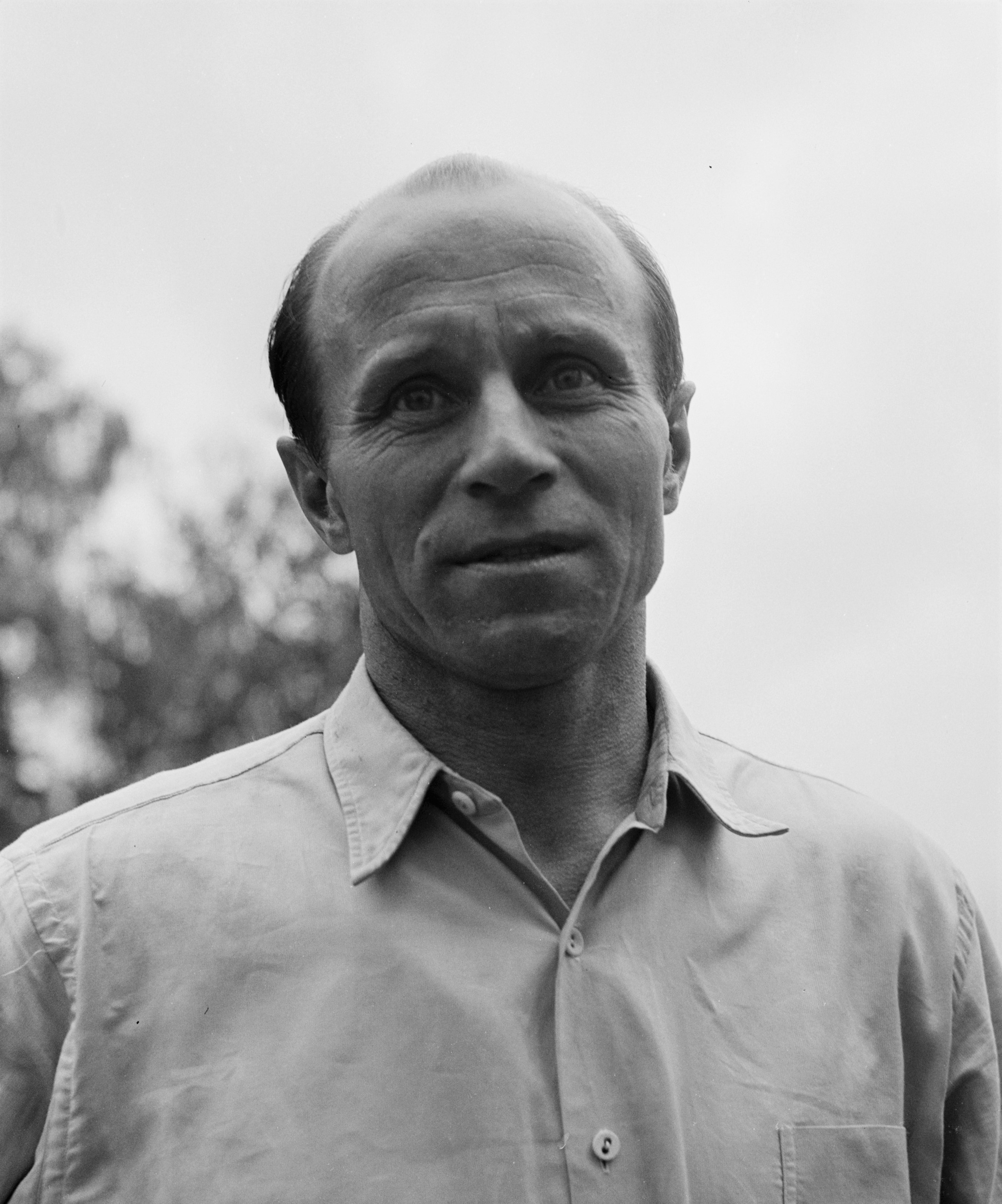
Heikki Savolainen (1952).

Heikki Ilmari Savolainen, född 28 september 1907 i Joensuu, död 29 november 1997 i Kajana, var en finländsk läkare och idrottsman. Han var Finlands främsta gymnast genom tiderna och en stor idrottspersonlighet. 
Savolainen blev student 1927, medicine kandidat 1932, medicine licentiat 1939 samt var militärläkare 1940–1946 och stadsläkare i Kajana från 1946. Som OS-deltagare vann han två guld (bygelhäst och lag 1948), ett silver (räck 1932) och sex brons (bygelhäst 1928, barr, mångkamp, lag 1932, lag 1936, lag 1952) samt tre individuella placeringar bland de sex bästa. Han erövrade världsmästerskapet i mångkamp och räck 1931, var fjärde 1934 och silvermedaljör i lag 1950. Han vann 25 finländska mästerskap, varav sex i mångkamp (1928–1937) och 20 på redskap (1927–1950), samt medverkade i 10 landskamper. Han svor den olympiska eden vid invigningen av Helsingforsolympiaden 1952. 
Savolainen var 1946–1959 vice ordförande i Finlands gymnastikförbund och skrev avsnittet om gymnastik i verket Olympiakisat IV (1933). Han tränade bland andra  OS-guldmedaljören Paavo Aaltonen. Han tilldelades medicinalråds titel 1976 och blev 1982 gymnastisk hedersdoktor. 
Sönerna Kari Savolainen (född 1933) och Pekka Savolainen (född 1935) erövrade FM-medaljer i gymnastik på 1950-talet.

### Uppslagsverk
- ”Savolainen, Heikki”. Biografiskt lexikon för Finland. Helsingfors: Svenska litteratursällskapet i Finland. 2008–2011. URN:NBN:fi:sls-4428-1416928957034
- Björkman, Ingmar: Savolainen, Heikki i Uppslagsverket Finland (webbupplaga, 2012). CC-BY-SA 4.0